# Upper Lighthorne
Upper Lighthorne är en civil parish i Stratford-on-Avon, Storbritannien. Den ligger i grevskapet Warwickshire och riksdelen England, i den södra delen av landet, 120 km nordväst om huvudstaden London. Det inkluderar Lighthorne Heath. Civil parish hade 898 invånare år 2011.